# Juan Eduardo Hohberg
Juan Eduardo Hohberg, né le 8 octobre 1927 à Córdoba (Argentine) et mort le 30 avril 1996 à Lima (Pérou), est un footballeur international et entraîneur uruguayen.

## Carrière
Né en Argentine, Hohberg y commence sa carrière professionnelle avant d'émigrer en 1948 en Uruguay, au Peñarol. Pendant onze saisons, il va concrétiser les attaques des aurinegros. Il marque 98 buts en 136 matchs de championnat et remporte sept titres de champion d'Uruguay (1949, 1951, 1953, 1954, 1958, 1959 et 1960), ainsi que la première édition de la Copa Libertadores en 1960. 
Sélectionné à huit reprises entre 1954 et 1959, il est de la Coupe du monde de 1954 en Suisse, où il inscrit trois buts, dont deux en demi-finale face aux redoutables Hongrois. La Celeste est finalement battue (4-2 a.p.) et termine à la quatrième place de la compétition.
Reconverti comme entraîneur, il est nommé sélectionneur de l'équipe nationale uruguayenne pour la Coupe du monde de 1970, terminée de nouveau au quatrième rang.